# Eurycyde raphiaster
Eurycyde raphiaster là một loài nhện biển trong họ Ascorhynchidae. Loài này thuộc chi Eurycyde. Eurycyde raphiaster được miêu tả khoa học năm 1912 bởi Loman.